# Tommy Ingebrigtsen
Tommy Wiggen Ingebrigtsen (Trondheim, 8 augustus 1977) is een voormalig Noors schansspringer. Hij nam tweemaal deel aan de Olympische Winterspelen en behaalde hierbij in 2006 een  bronzen medaille. Hij werd driemaal wereldkampioen.